# Chelsea Zhang
Chelsea Zhang (ur. 6 listopada 1996 w Pittsburghu) – amerykańska aktorka, która wystąpiła m.in. w serialu Titans.

## Filmografia

### Filmy
| Rok  | Tytuł                              | Rola             | Uwagi       |
| ---- | ---------------------------------- | ---------------- | ----------- |
| 2012 | Charlie                            | Shakespeare girl |             |
| 2015 | Earl i ja, i umierająca dziewczyna | Naomi            |             |
| 2016 | Virtual High                       | Lin              | krótkometr. |
| 2019 | Relish                             | Sawyer           |             |

### Telewizja
| Rok       | Tytuł                      | Rola                   | Uwagi          |
| --------- | -------------------------- | ---------------------- | -------------- |
| 2015      | Pojedynek na życie         | Shelby                 | 1 odc.         |
| 2015      | Królowe krzyku             | Japanese sorority girl | 1 odc.         |
| 2016      | The Cheerleader Murders    | Stacy                  | film TV        |
| 2017      | The Rachels                | Gina                   | film TV        |
| 2017–2018 | Andi Mack                  | Brittany               | 6 odc.         |
| 2018      | Almost Perfect             | Helen                  | film TV        |
| 2019      | Titans                     | Rose Wilson            | w gł. obsadzie |
| 2019      | Daybreak                   | KJ                     | 6 odc.         |
| 2020      | Love in the Time of Corona | Kaia                   | 2 odc.         |